# Knud Hovaldt
Knud Hovaldt, født Hovaldt Christensen (1. oktober 1926 i Hjørring – 23. marts 2001) var en dansk solotrompetist, som også var kendt i USA. Allerede som ung udviklede han en kærlighed til trompeten. Han fik sin første trompet da han var spejder, og som solist debuterede han som sekstenårig i 1942 og blev spået en stor fremtid. 
I København fik han undervisning af kgl. kapelmusikus, solotrompetist Erik Fritzner og kgl. kapelmusikus Anton Hansen og senere i Wien hos Wiener Philharmonikernes solotrompetist Hans Albrecht.
Karrieren fortsatte hen over militærmusikken, et vikariat i Radiounderholdningsorkestret og derefter en stilling som 4. trompetist da han blev ansat i Radioens Symfoniorkester i 1949, kun 23 år gammel. Kun et år senere skulle der konkurreres om 1. solotrompetstillingen, der var blevet ledig, da Christian Christensen rykkede ned. Ved en intern konkurrence i gruppen vandt Hovaldt stillingen som han beholdt til 1961, da han fik tilbudt stilling i Det Kongelige Kapel. Her ledede han en trompetgruppe på seks mand med John Søderberg, Edvard Larsen, Kurt A. Pedersen (Store-Kurt), Børge Sigersmark og Kurt Petersen ( Lille-Kurt) som kolleger. Senere blev Ole Andersen og derefter Ketil Christensen sidemænd som soloblæsere i trompetgruppen, som Søren Emtoft og Robert Ertmann også blev medlem af. Med seks mand i gruppen blev det muligt at lave gode konstellationer ved opera-, ballet- og koncertfremførelser.
Allerede som 25-årig var Hovaldt blandt de bedste trompetister i Europa, og han havde desuden kontakt til mange komponister, som komponerede stykker specielt til ham. Fra 1961 til 1988 var han 1. solotrompetist i Det Kongelige Kapel. En stilling han besad i 27 år, og på grund af denne stilling var han desuden med i indspilningerne til Elverhøj-overturen i Olsen-banden ser rødt og kan spottes som den lidt kraftige trompetist. Knud Hovaldt optrådte desuden som solist over det meste af verden, kendt for sin virtuose stil. Han har endvidere indspillet en del plader, hvoraf en blev bestseller i USA og gav ham tilnavnet "The Great Dane". Han har indspillet talrige kirkekoncerter, hvor han gerne spillede sammen med sin søn, trompetisten Gorm Hovaldt. Midt i al travlheden fik Hovaldt også tid til at undervise på Det Jyske Musikkonservatorium i Aarhus.
Knud Hovaldt var et mangeårigt medlem af Den Danske Frimurerorden.
Knud Hovaldts ældre bror Erik (1922-1968) blev i 1948 ansat som oboist i DR SymfoniOrkestret  hvor han virkede til sin tidlige død.